# Rheinhotel Dreesen
Pour les articles homonymes, voir Dreesen.

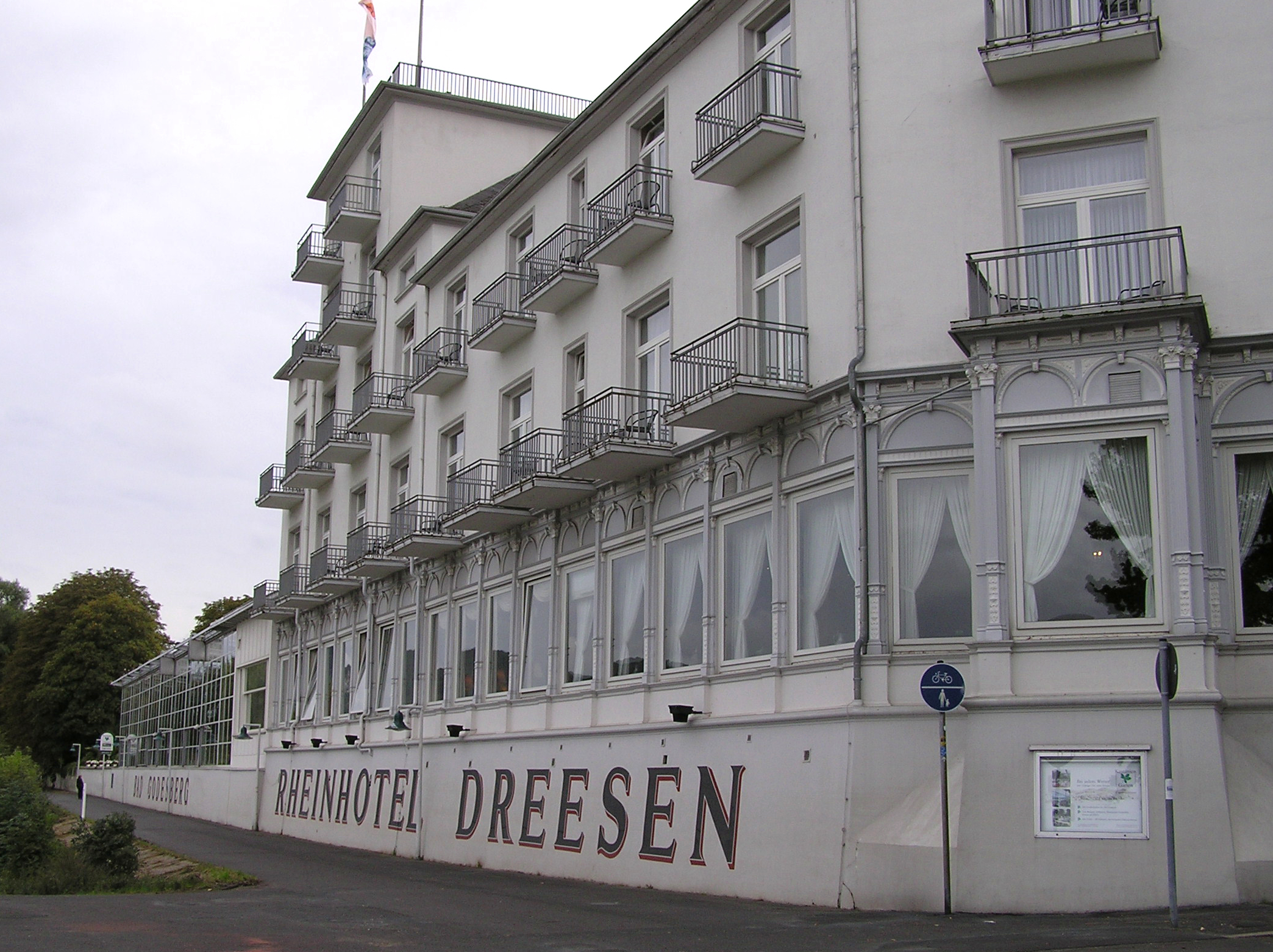
Hôtel coté Rhin (2006)

Le Rheinhotel Dreesen est un hôtel situé à Rüngsdorf, un quartier de l'ancienne commune de Bad Godesberg aujourd'hui rattachée à Bonn dans l'ouest de l'Allemagne. Fondé à la fin du XIXe siècle, ce grand bâtiment se distingue par son imposante façade le long du Rhin. Il tire sa renommée par son emplacement, son importance historique et les nombreuses personnalités qui y ont séjourné.

## Histoire

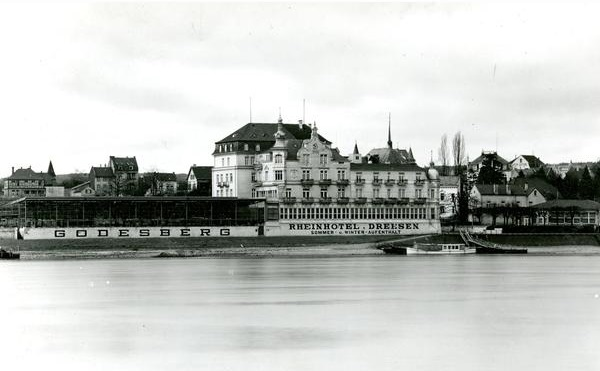
Rheinhotel Dreesen (1915)

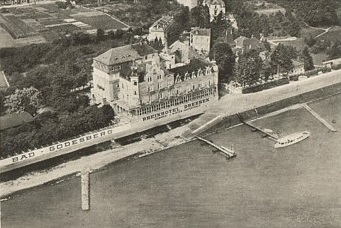
Photo aérienne (vers 1925)

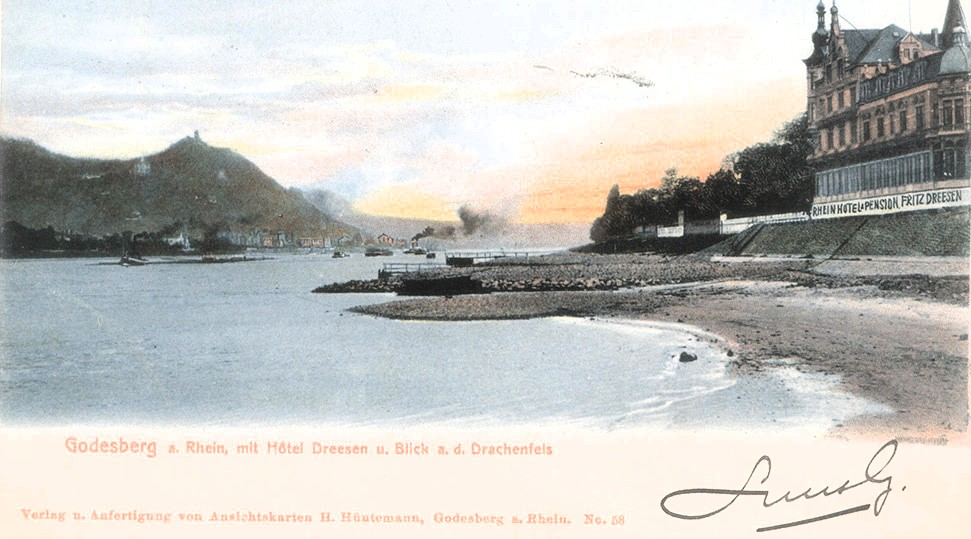
Carte postale (vers 1920)

L'hôtel est né de la transformation d'un ancien restaurant d'été situé sur la rive gauche (occidental) du Rhin, entre 1893 et 1894 selon les plans de l'architecte local Georg Westen (de) (1851-1921) pour le futur propriétaire qui était à l'origine de l'idée d'en faire un hôtel, Friedrich Dreesen (1858-1912). Le 16 août 1894, il reçoit la licence commerciale nécessaire afin d'exploiter l'établissement. Les Dreesen viennent d'une ancienne famille de Rüngsdorf, où elle était arrivée vers 1770 et vivait  de l'agriculture. En 1900, l'hôtel fût agrandi lors d'une deuxième phase de construction.
Très tôt, le Rheinhotel Dreesen fit de la publicité pour vanter sa modernité, ses événements musicaux particuliers et sa situation géographique au bord du Rhin, essayant de se démarquer de ses grands concurrents de Bonn et de Godesberg comme l'hôtel Königshof et le Godesberger Hof (de). La réputation de l'hôtel grandit, attirant des clients tels que le prince héritier Guillaume de Prusse et les présidents du Reich Friedrich Ebert et Paul von Hindenburg. L'hôtel survécut à la difficile période économique des années 1920 et aux nombreux dégâts causés par les inondations. Il a accueilli des personnalités célèbres telles que Gustav Stresemann, Walther Rathenau, Charlie Chaplin, Hans Albers, Greta Garbo et Marlene Dietrich. En 1925, l'hôtel subit d'importantes transformations sous la direction de l'architecte Christoph Brüggemann.

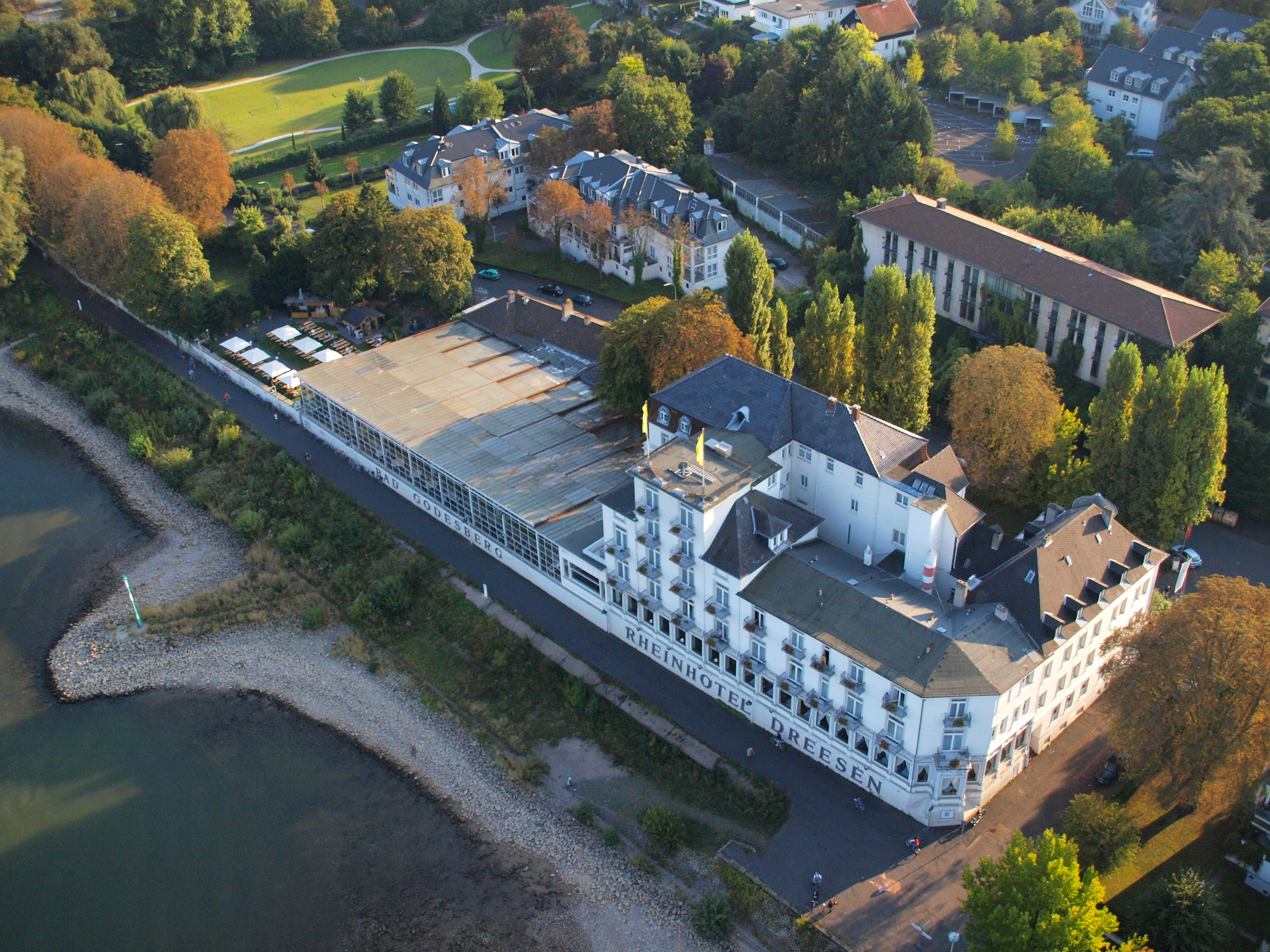
Photo aérienne (2009)

Lors de son premier séjour à l'hôtel en 1926, Adolf Hitler s'enregistra comme « écrivain apatride » et s'y rendit souvent rendu par la suite. Le 29 juin 1934, alors au pouvoir, il y tient une réunion avec Joseph Goebbels et Josef Dietrich pour préparer la nuit des Longs Couteaux déclenchée le soir même. En septembre 1938, Hitler déplaça les négociations visant à régler la question des Sudètes en recevant le Premier ministre britannique Neville Chamberlain à l'hôtel Dreesen.
Le propriétaire de l'hôtel à l'époque était considéré comme un demi-juif au sens de l'idéologie nazie, il avait une belle-sœur juive et de nombreux amis juifs, mais cela ne l'empêcha pas poursuivre l'exploitation de son hôtel sans encombre. Selon un informateur de la journaliste américaine Nora Waln (en), qui avait pris ses quartiers dans l'hôtel durant l'été 1934, juste après Hitler, le propriétaire de l'époque était « un ami d'enfance du Führer ».
En 1934, sous la direction de l'architecte local Willy Maß (de), la terrasse de 2 000 m2 (Kastaniengarten ou jardin des marronniers) fut dotée d'un toit en verre à réglage électrique, ce qui était unique à l'époque. Au début de la Seconde Guerre mondiale, l'hôtel fut réquisitionné par les forces armées allemandes afin de servir de quartier général pour le haut commandement de l'armée sous le commandement du général Fedor von Bock. En février 1943, tout en poursuivant son exploitation comme hôtel, il fut utilisé comme logement temporaire pour des diplomates d'Amérique du Sud et d'Amérique centrale auprès du régime français de Vichy puis après leur départ en 1944/1945, de logement principalement pour des officiers français. Pendant cette période, et au plus tard en avril 1944, il fonctionna sous le nom de code  comme Kommando extérieur du camp de concentration de Buchenwald et fut placé sous surveillance militaire.
En mars 1945, le général allemand de troupes parachutistes Richard Schimpf (en) s'installa dans l'hôtel afin de livrer la ville de Godesberg aux troupes américaines le lendemain. L'hôtel devint ensuite le quartier général du commandant en chef américain et futur président des États-Unis, Dwight D. Eisenhower. Après juillet 1945, l'hôtel réquisitionné fut mis à la disposition des troupes britanniques en tant que maison de convalescence pour la Royal Air Force et à partir de novembre 1946, brièvement mis à la disposition des forces armées belges. À partir de décembre 1946, il servit de logement aux civils allemands déplacés afin de soulager la situation catastrophique en matière d'hébergement à Godesberg. Après que Bonn soit devenue en 1949, le siège du gouvernement de la République fédérale d'Allemagne, le Rheinhotel Dreesen fut destiné à être le siège des trois Hautes Commissions des puissances occupantes (France, États-Unis et Grande-Bretagne), qui formaient ensemble la Haute commission alliée siégeant sur le Petersberg. Début juillet 1949, le bureau de la capitale fédérale reçut l'ordre du land de Rhénanie-du-Nord-Westphalie de transformer l'hôtel en y aménageant 110 bureaux pour une surface de 3 320 m2. La moitié des 363 réfugiés hébergés jusqu'alors furent  évacués vers Niederbreisig avant la fin juillet. Le 10 septembre, la transformation et la rénovation de l'hôtel étaient terminées. Contrairement à ce qui avait été prévu précédemment, l'hôtel servit exclusivement de siège au Haut-commissariat français sous la direction d'André François-Poncet.

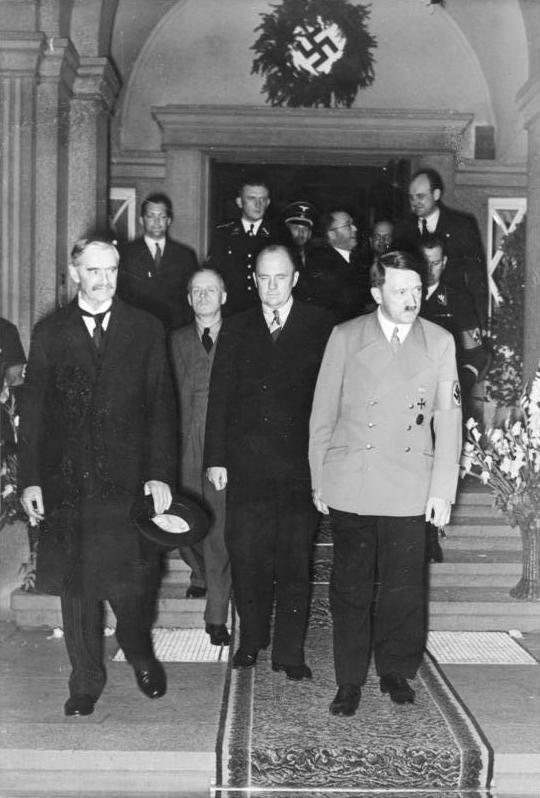
Hitler reconduit le Premier ministre britannique Chamberlain à sa voiture après une réunion nocturne à l'hôtel Dreesen (septembre 1938)

En septembre 1952, après la construction de deux immeubles de bureaux situés  à l'arrière du bâtiment, ce qui sera la future ambassade de France, l'hôtel fût à nouveau libéré, le 17 septembre 1952. En novembre 1952, le bâtiment rouvrit ses portes en accueillant de nombreux diplomates au cours de la première décennie de la reprise de ses activités hôtelières, avant que la plupart des États n'ouvrent une ambassade officielle en République fédérale d'Allemagne avec leur propre bâtiment, .
L'hôtel est aujourd'hui dirigé par la cinquième génération de la famille Dreesen et est un des membres fondateurs de la coopération hôtelière Ringhotels (de) en 1973. Depuis quelques années une boutique nommée Dreesens Ständige Vertretung située dans la Friedrichstraße du centre-ville de Bonn fait également partie de l'établissement.

## Littérature
- (de) Jürgen Ehlert, Das Dreesen. 100 Jahre Geschichte und Geschichten im Rheinhotel, Bonn, Köllen-Druck, 1994.
- (de) Rüngsdorf. Zwischen Leinpfad und Villenviertel, (plaquette commémorative du 1200e anniversaire), 2004, p. 65-72
- (de) Friedrich Georg Wendl, 'Adolf Hitlers „Lieblingshotel“ gehörte „Halbjuden“ – Vor 70 Jahren wurden im Rheinhotel Dreesen die Weichen zum „Münchener Abkommen“, vol. 46, 2008.
- (de) Volker Koop, In Hitlers Hand. Sonder- und Ehrenhäftlinge der SS., Vienne, Böhlau Verlag, 2010 (ISBN 978-3-412-20580-5).

## Film
Le 3 octobre 2022, le jour de l'Unité allemande, le téléfilm en deux parties Das Weiße Haus am Rhein (« La Maison blanche au bord du Rhin ») est diffusé sur la chaine Das Erste. Alors que l'intrigue générale, qui se déroule de la fin de la Première Guerre mondiale aux années 1930, s'inspire des faits historiques et de l'histoire réelle du Rheinhotel Dreesen, l'histoire familiale des propriétaires est en grande partie fictive. Un documentaire sur l'histoire de l'hôtel a été réalisé pour accompagner le film.

## Sources